# Cão potcako

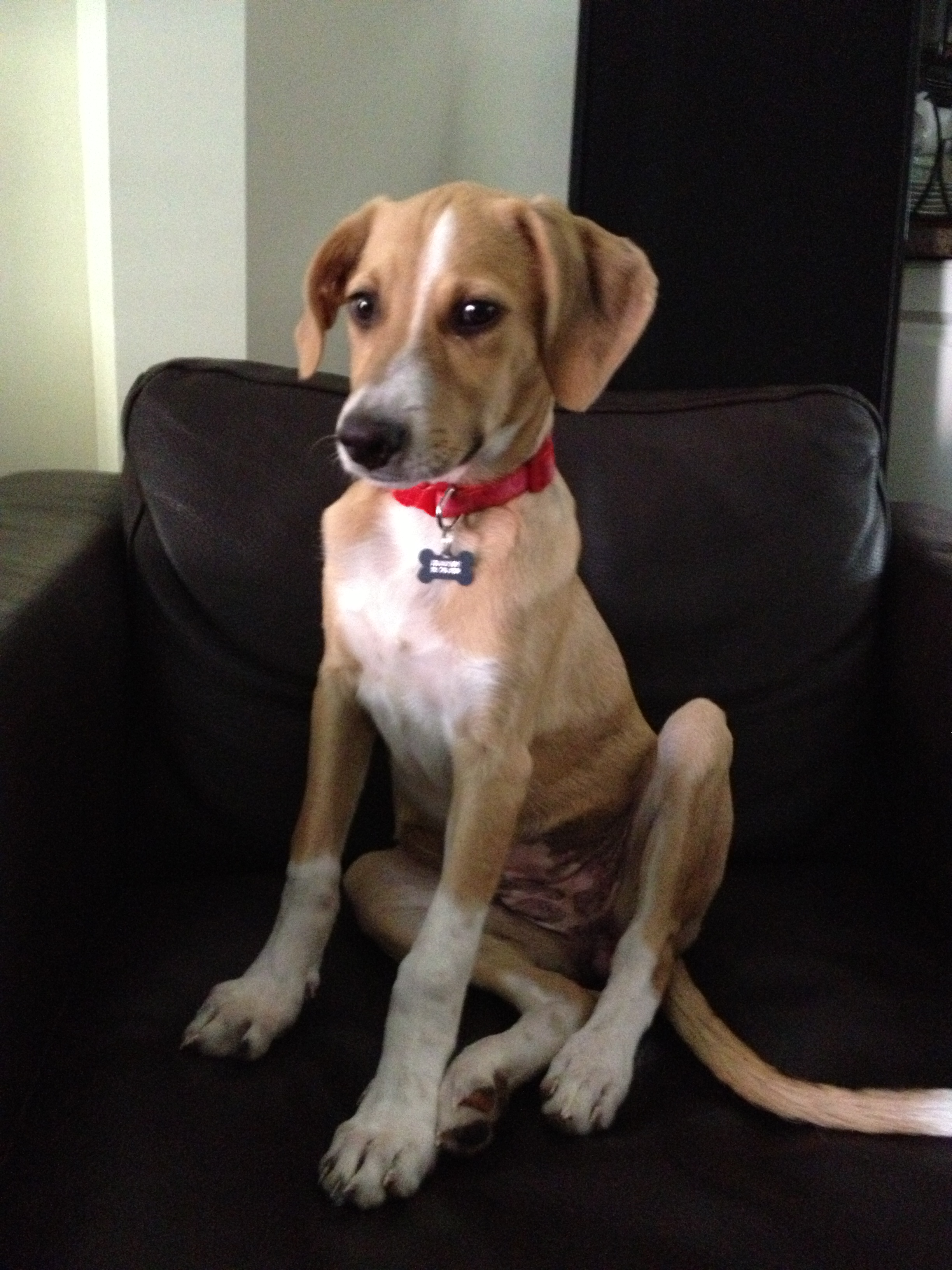
Um Filhote de Cão potcako com 5 meses de idade.

O cão potcako ou cão de aldeia americano é um cão mestiço encontrado em várias ilhas do Caribe. Seu nome vem de um prato local tradicional de arroz temperado e ervilhas; arroz cozido demais que gruda no fundo da panela (formando o 'bolo de panela') é comumente misturado com outras sobras e dado aos cães.